# White on Blonde
White on Blonde è il quarto album in studio del gruppo musicale scozzese Texas, pubblicato il 3 febbraio 1997.

## Tracce
1. 0.34 (Introduction) – 0:34
2. Say What You Want – 3:53
3. Drawing Crazy Patterns – 3:52
4. Halo – 4:10
5. Put Your Arms Around Me – 4:33
6. Insane – 4:45
7. Black Eyed Boy – 3:10
8. Polo Mint City – 1:37
9. White on Blonde – 3:46
10. Postcard – 4:00
11. 0.28 (Interlude) – 0:28
12. Ticket to Lie – 3:31
13. Good Advice – 4:50
14. Breathless – 3:55

## Formazione
- Sharleen Spiteri – voce, chitarra
- Ally McErlaine – chitarra
- Johnny McElhone – basso
- Eddie Campbell – tastiere
- Richard Hynd – batteria